# سیارک ۱۴۲۳۶۸
سیارک ۱۴۲۳۶۸ (به انگلیسی: 142368 Majden، نامگذاری:2002RH233) صد و چهل و دو هزار و سیصد و شصت و هشتمین سیارک کشف شده‌است که در ۱۴ سپتامبر ۲۰۰۲ کشف شد.